# Coregonus albellus
Coregonus albellus és una espècie de peix de la família dels salmònids i de l'ordre dels salmoniformes que es troba a Suïssa.